# Untershausen

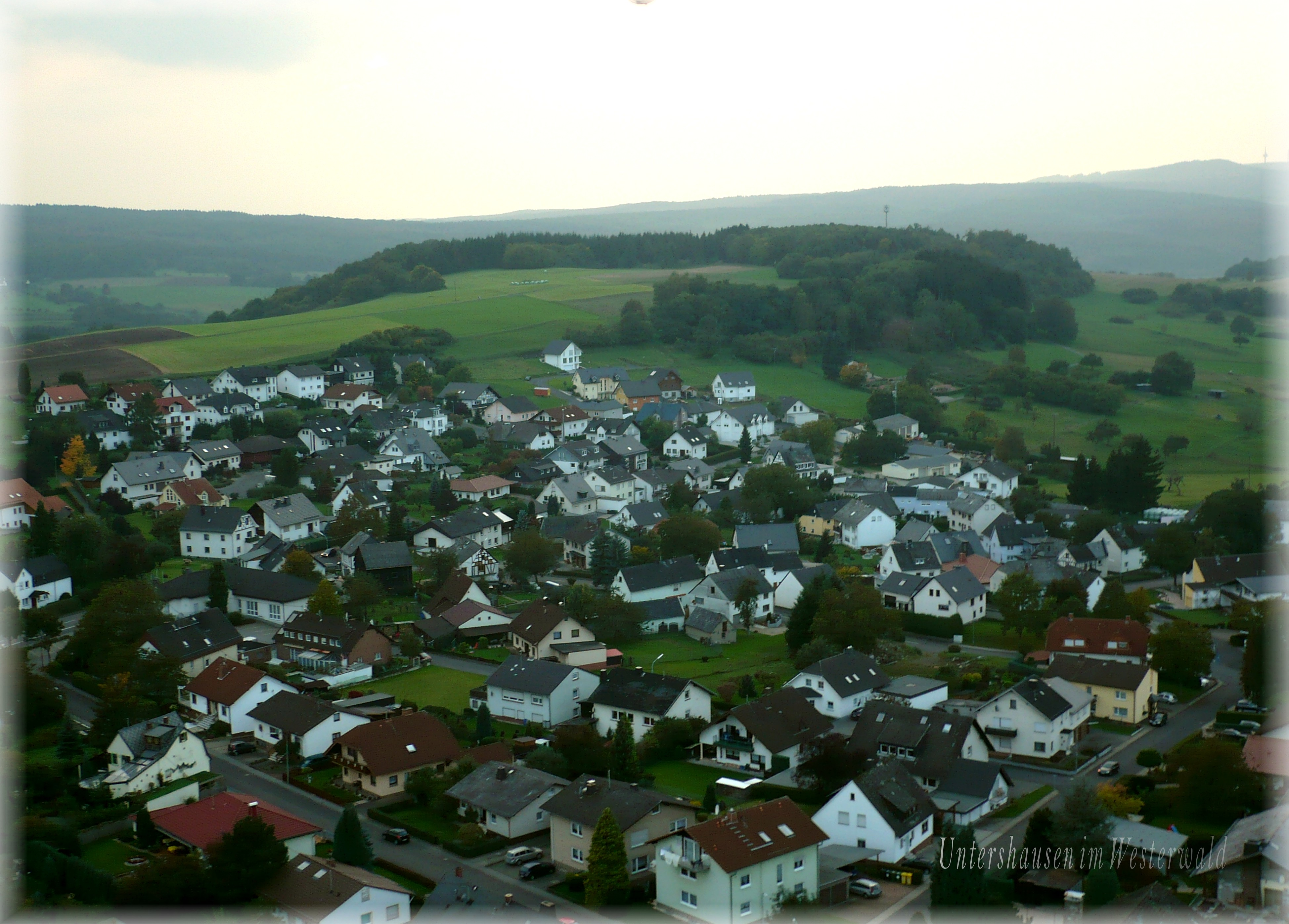
Luftbild Untershausen Westerwald

Untershausen ist eine Ortsgemeinde im Westerwaldkreis in Rheinland-Pfalz. Sie gehört der Verbandsgemeinde Montabaur an.

## Geographische Lage
Die Gemeinde liegt im Westerwald südlich von Montabaur im Naturpark Nassau.

## Geschichte
Untershausen wurde im Jahre 1220 als Bungelshausen erstmals urkundlich erwähnt.

## Politik

### Gemeinderat
Der Gemeinderat in Untershausen besteht aus zwölf Ratsmitgliedern, die bei der Kommunalwahl am 9. Juni 2024 in einer Mehrheitswahl gewählt wurden, und der ehrenamtlichen Ortsbürgermeisterin als Vorsitzender.

### Bürgermeister
Cornelia Baas wurde 2009 Ortsbürgermeisterin von Untershausen. Bei der Direktwahl am 26. Mai 2019 wurde sie mit einem Stimmenanteil von 63,85 % und am 9. Juni 2024 als einzige Bewerberin mit 68,9 % jeweils für weitere fünf Jahre in ihrem Amt bestätigt.
Der Vorgänger von Cornelia Baas, Siegfried Gilles, hatte das Amt von 1999 bis 2009 ausgeübt.

### Wappen
| Wappen von Untershausen | Blasonierung: „In Silber eine rote Spitze, darin wachsend ein silbernes Dach mit Glockentürmchen und schwarzem Schallfenster, unter dem Türmchen mit einem dreiblättrigen grünen Buchenzweig belegt. Vorne und hinten je eine rote Rose mit grünen Kelchblättern und silbernem Butzen.“ |
| Wappen von Untershausen | Wappenbegründung: Die zwei roten Rosen mit grünen Kelchblättern und silbernen Butzen deuten in den Isenburger Farben auf die erste urkundliche Erwähnung hin. In den Farben für Recht und Weisheit erinnern die Rosen aber auch als Zeichen der Gerichtsbarkeit an das alte isenburgische Hofgericht. Das silberne Dach mit seinem markanten Dachreiter steht in der roten Spitze für das alte Backhaus von Untershausen. Der dreiblättrige Buchenzweig steht mit seiner grünen Tingierung für den Wald und die Gemarkung Untershausen. |

## Wirtschaft und Infrastruktur
- Die nächste Autobahnanschlussstelle ist Montabaur an der A 3 (Köln–Frankfurt am Main), etwa sieben Kilometer entfernt.
- Der nächstgelegene ICE-Halt ist der Bahnhof Montabaur an der Schnellfahrstrecke Köln–Rhein/Main oder der Hauptbahnhof Koblenz an der rechten Rheinstrecke.
- Die Gemeinde verfügt in der Ortsmitte über ein Bürgerhaus als Gemeindezentrum.
- Die Gemeinde betreibt am Waldrand westlich der Ortslage ein Jugendferiendorf mit Zeltplätzen, Wohnblockhütten, Küche, Versammlungsraum und Grillhütte.[8]